# Dealu Bajului, Alba
Dealu Bajului este un sat în comuna Arieșeni din județul Alba, Transilvania, România.